# Partit Democràtic (Itàlia)
El Partit Democràtic (en italià Partito Democratico, PD) és un partit polític italià de centre-esquerra fundat el 14 d'octubre de 2007.
El PD va néixer com a hereu de la tradició socialdemòcrata que, juntament amb alguns elements de sensibilitat socioliberal i ecologista, constitueixen la plataforma ideològica del partit. A nivell europeu, el PD manté una relació d'estreta cooperació amb el Partit Socialista Europeu, amb qui va formar l'Aliança Progressista de Socialistes i Demòcrates al Parlament Europeu. El PD és el segon partit italià més gran i està fortament arrelat a Emília-Romanya, Toscana, Úmbria, Marques, Basilicata i Sardenya, en zones del Vèneto i la Llombardia.
La fundació del PD va tenir lloc el 14 d'octubre del 2007 a través d'unes primàries per a l'elecció del secretari nacional i de l'Assemblea Constituent. El partit es va presentar als votants com l'hereu de L'Ulivo, una coalició de partits que va néixer el 1995 amb l'objectiu de trobar una síntesi entre les tradicions de la socialdemocràcia, el liberalisme socialcristià, l'ambientalisme social i el socialisme democràtic, units per un declarat compromís amb Europa.
Matteo Renzi, que va ocupar el càrrec de Primer Ministre d'Itàlia entre el 22 de febrer de 2014 i el 12 de desembre de 2016, va ser secretari general del PD des de desembre de 2013 fins al març del 2018, quan va dimitir a causa de la derrota a les eleccions generals d'Itàlia del 2018. Pier Luigi Bersani n'havia estat el secretari general fins a l'abril del 2013, des de les eleccions primàries del 25 d'octubre del 2009. Anteriorment, des del 21 de febrer de 2009, havia ocupat aquest lloc Dario Franceschini, mentre que Walter Veltroni va ser el primer secretari nacional del PD, des de la seva fundació i fins al 17 de febrer de 2009, moment en què va dimitir del seu càrrec després de la derrota de les eleccions regionals de Sardenya. Un altre líder destacat és Romano Prodi, creador de L'Ulivo i ex Primer Ministre, que va ser president del partit des de la seva fundació fins al 16 d'abril de 2008. Paolo Gentiloni, Primer Ministre entre el 12 de desembre de 2016 fins a l'1 de juny de 2018, també és membre del PD.
El PD deriva principalment de la voluntat dels dos principals partits de centre actius al principi del segle XXI: Demòcrates d'Esquerra (PDS), amb tendència socialdemòcrata, i La Margherita (DL), socialcristians que treballen en pro de la unificació de la centre-esquerra italiana. En el procés constitutiu també hi ha participat altres grups polítics:
- Partit Democràtic Meridional (centrista)
- Progetto Sardegna (centrista)
- Moviment Republicà Europeu (social-liberal)
- Republicans Demòcrates (social-liberal)
- Itàlia del Mig (cristià-demòcrata)
- Aliança Reformista (social-demòcrata)

Els radicals italians van seguir un camí diferent, ja que van presentar les seves llistes amb candidats del PD i van formar grup parlamentari propi després de les eleccions legislatives, però no es van fusionar amb el partit.
El 29 de juliol de 2009, al final de la inscripció per al congrés, el partit va anunciar que comptava amb 820.607 militants i era el partit més gran d'Europa segons el nombre d'abonats, seguit per la CDU i el PP. El 2014 tenia 276.849 membres, xifra que va augmentar fins als 449.852 l'any 2017.

## Lideratge
- President: Valentina Cuppi
  - Vicepresidents: Anna Ascani i Debora Serracchiani
- Secretari: Enrico Letta
  - Vicesecretari: Irene Tinagli i Giuseppe Provenzano
- Coordinador: Andrea Martella

## Història

### Les primeres propostes per un nou partit
L'any 2003, Michele Salvati, que havia estat escollit a les llistes dels demòcrates d'esquerra, va començara esbossar en alguns articles publicats a diaris un nou nou partit, nascut dels agents socials de la cultura democràtica, socialcristians i socioliberals. La idea de Salvati la va prendre en consideració Romano Prodi, que en aquell moment era president de la Comissió Europea. El mateix anys, a proposta de Romano Prodi de cara a les eleccions europees de 2004, va néixer la llista "Als EUA", composta per Esquerra Democràtica, La Margherita, el Partit Socialista Democràtic Italià i el Moviment Republicans Europeus. La llista unitària va obtenir el 31,1% dels vots i 25 eurodiputats. Prodi va insistir, per tant, en què aquesta unitat seguís a la llista de les eleccions generals d'Itàlia del 2006, però La Margherita va preferir competir amb el seu propi símbol.
La llista d'unitat sí que es va configurar per les eleccions regionals d'Itàlia de l'abril de 2005, però només en 9 de les 14 regions. El 16 d'octubre del 2005 es van celebrar les primàries per escollir el nou líder de la coalició centre-esquerra, que va prendre el nom de L'Unione. El membres de la federació de dell'Ulivo (comunament anomenada la "Fed") van donar suport a la candidatura de Romano Prodi que, amb el 74% dels vots, es va convertir en el candidat de la centreesquerra a la Presidència del Consell de Ministres d'Itàlia al 2006. Tot i això, immediatament després de les primàries, el SDI va manifestar que no estava interessat en la creació d'un partit únic.
L'èxit va convèncer La Margherita, que va aprovar la decisió de presentar la llista unitària dell'Ulivo a la papereta electoral per a l'elecció de la Cambra de Representants, tot i que cada partit va mantenir el seu propi símbol al Senat.

### L'evolució del projecte i el futur naixement del partit
Alguns membres del partit, com Gavino Angius i Mauro Zani, van presentar una petició perquè es creés un partit nou, democràtic i socialista, que anés més enllà de la federació entre La Margherita i DS. A l'esquerra dels Demòcrates d'Esquerra hi havia oposició a la Formació del Partit Democràtic. Hi va haver nombroses associacions que reclamaven la participació activa de la ciutadania, inclús els que no formaven part de cap partit, en la formació del Partit Democràtic.
El propi Romano Prodi va encarregar l'any 2006 a tretze personalitats del món de la cultura i la política elaborar El Manifest pel Partit Democràtic. El document es va fer públic el desembre de 2006.

#### Congressos de PDS y La Margherita
El Quart Congrés del PDS es va caracteritzar per una gran quantitat de punts: a favor del procés unitari (75,5% dels vots dels membres), en contra de la formació d'una coalició de partit únic amb els sectors moderats, moció liderada per Fabio Mussi (15,1%). També hi va haver un altre punt, dirigit per Gavino Angius i Mauro Zani, que era fortament crític amb el camí seguit respecte a la Constitució, que exigeix un vincle explícit amb el socialisme europeu. L'elecció del secretari Piero Fassino va ser substancialment aprovada per les bases del PDS. Mussi i altres membres van anunciar la seva sortida del partit i el desig de fundar una nova formació a l'esquerra del Partit Democràtic.
Per altra banda, La Margherita va celebrar el seu Segon Congrés amb l'objectiu d'establir el Partit Democràtic i va tenir només una qüestió plantejada pel seu president, Francesco Rutelli, que anava en aquesta direcció. La reunió de La Margherita no va presentar la mateixa divisió que va passar al Congrés del PDS, en consonància amb la inspiració de la unificació de forces de centre que Rutelli havia tingut des del seu naixement com a llista electoral el 2001. L'única crítica que hi va haver va venir per part d'Arturo Parisi, Ministre de Defensa, i Willer Bordon, que exigien la dissolució del partit en vista del naixement del PD. L'exsecretari del Partit Popular Italià, Gerardo Bianco, va decidir no sumar-se al PD.

### Eleccions primàries
El primer acte per l'establiment formal del nou partit es va fer el 23 de maig de 2007 amb el nomenament d'un comitè facilitador, el Comitè 14 d'octubre. Es va anomenar així en referència a la data en què s'havia de celebrar l'Assemblea Constituent del Partit Democràtic.

#### El Comitè de Promoció
| - Giuliano Amato - Mario Barbi - Antonio Bassolino - Pier Luigi Bersani - Rosy Bindi - Paola Caporossi | - Sergio Cofferati - Massimo D'Alema - Marcello De Cecco - Letizia De Torre - Ottaviano Del Turco - Lamberto Dini | - Leonardo Domenici - Vasco Errani - Piero Fassino - Anna Finocchiaro - Giuseppe Fioroni - Marco Follini | - Dario Franceschini - Vittoria Franco - Paolo Gentiloni - Donata Gottardi - Rosa Jervolino - Linda Lanzillotta | - Gad Lerner - Enrico Letta - Agazio Loiero - Marina Magistrelli - Lella Massari - Wilma Mazzocco | - Maurizio Migliavacca - Enrico Morando - Arturo Parisi - Carlo Petrini - Barbara Pollastrini - Romano Prodi | - Angelo Rovati - Francesco Rutelli - Luciana Sbarbati - Marina Sereni - Antonello Soro - Renato Soru | - Walter Veltroni - Patrizia Toia - Tullia Zevi |

El Comitè va determinar les modalitats per a la celebració de les eleccions primàries que havien d'escollir l'Assemblea Nacional Constituent i els components regionals, amb els seus secretaris. El 31 de juliol de 2007, la Coordinació Nacional de les primàries va anunciar que les candidatures oficials al càrrec de Secretari Nacional del PD eren:
- Mario Adinolfi
- Rosy Bindi
- Pier Giorgio Gawronski
- Jacopo G. Schettini
- Enrico Letta
- Walter Veltroni

Les eleccions del 14 d'octubre van implicar una participació més gran de l'esperada, amb 3.554.169 vots vàlids, incloent la circumscripció dels italians a l'estranger.
Les llistes vinculades a Walter Veltroni van obtenir un total de 2.694.721 vots (75,82 %) i 2.322 delegats electes de l'Assemblea Nacional Constituent, incloent el mateix candidat, d'un total de 2.858, fet que va decretar l'elecció automàtica de Veltroni com a Secretari Nacional del PD. Enrico Letta va obtenir 220 delegats i Rosy Bindi 312.

### L'assemblea constituent
L'Assemblena Nacional Constituent assumeix el càrrec el dissabte 17 d'octubre del 2007. El seu primer president és Romano Prodi, fundador de L'Ulivo. Després de la formació de l'Assemblea es van crear tres comissions, de 100 membres cada una (amb representació de totes les llistes de delegats proporcional a la composició total de l'Assemblea) per elaborar l'Estatut, El Manifest de Valors i el Codi d'Ètica.
Al mes de novembre es van crear les assemblees constituents regionals, que van escollir els seus presidents i van formalitzar l'elecció del Secretari Regional. També al novembre es van crear les Assemblees Provisionals provisionals, formades per delegats de les assemblees regionals competents on cada un escollia un president i un coordinador provincial.
Durant la segona reunió de l'Assemblea Constituent, celebrada el 16 de febrer de 2008 a Roma, es va aprovar l'Estatut, el Manifest de Valors i el Codi d'Ètica.
L'Assemblea Nacional Constituent es va reunir de nou, en altres ocasions, el 21 de febrer de 2009 a Roma, després de la dimissió de Walter Veltroni com a secretari. En presència de menys de la meitat dels delegats, Dario Franceschini va ser escollit com a nou Secretari General amb 1.047 vots, contra el 92 que va aconseguir Arturo Parisi.

### Dimissió de Berlusconi i suport a Monti
El 8 de novembre de 2011, després que la Cambra aprovés amb 308 vots a favor els Comptes Generals de l'Estat i tenint en compte l'afebliment de la majoria absoluta de la seva coalició a la Cambra de Diputats, Silvio Berlusconi va mantenir una conversa amb el President de la República, Giorgio Napolitano, on va anunciar que volia dimitir. La dimissió es va formalitzar el 12 de novembre i, l'endemà, Pier Luigi Bersani va manifestar el seu suport a un executiu dirigit pel professor Mario Monti dient que, amb l'actual crisi econòmica, calia un govern amb un fort perfil tècnic per impulsar l'economia i fer les reformes necessàries.

### Eleccions generals d'Itàlia del 2013
El 25 de novembre de 2009, Bersani va guanyar les eleccions primàries superant al secretari Dario Franceschini i el senador Ignacio Marino, i va ser escollit com a Secretari Nacional del PD. Entre els partidaris de la candidatura de Bersani hi havia Massimo D'Alema, Rosy Bindi, Enrico Letta, Livia Turco, Rosa Russo Iervolino i Antonio Bassolino. Que aquests membres formessin part de les seves llistes per a les eleccions primàries ha estat al centre de diverses controvèrsies per moltes contradiccions que van sorgir durant el seu mandat com a governador de la Campania. Bersani va guanyar les primàries de l'esquerra italiana i es va convertir en el candidat del Partit Democràtic a les eleccions generals del 2013.

## Afiliació europea
La fundació del PD per la unió de dos grans partits, un pertanyent al Partit Socialista Europeu, i l'altre al recentment creat Partit Demòcrata Europeu, ha plantejat un problema sobre a quina formació europea hauria d'ingressar. El 2014, Matteo Renzi va fer adherir el PD al PSE.

## Resultats electorals

### Eleccions legislatives
| Elecció | Cambra dels Diputats | Cambra dels Diputats | Cambra dels Diputats | Cambra dels Diputats | Cambra dels Diputats | Senat de la República | Senat de la República | Senat de la República | Senat de la República | Senat de la República | Lider              |
| Elecció | Vots                 | %                    | Escons               | +/–                  | Posició              | Vots                  | %                     | Seats                 | +/–                   | Posició               | Lider              |
| ------- | -------------------- | -------------------- | -------------------- | -------------------- | -------------------- | --------------------- | --------------------- | --------------------- | --------------------- | --------------------- | ------------------ |
| 2008    | 12,434,260           | 33.2                 | 217 / 630            | Nou                  | 2n                   | 11,052,577            | 33.7                  | 118 / 315             | Nou                   | 2n                    | Walter Veltroni    |
| 2013    | 8,934,009            | 25.4                 | 297 / 630            | 80                   | = 2n                 | 8,400,255             | 27.4                  | 112 / 315             | 6                     | 1r                    | Pier Luigi Bersani |
| 2018    | 6,161,896            | 18.8                 | 112 / 630            | 185                  | = 2n                 | 5,783,360             | 19.1                  | 54 / 315              | 58                    | = 2n                  | Matteo Renzi       |
| 2022    | 5,356,180            | 19.1                 | 69 / 400             | 43                   | = 2n                 | 5,226,732             | 19.0                  | 40 / 200              | 13                    | = 2n                  | Enrico Letta       |

### Parlament Europeu
| Any  | Vots       | %     | Escons  | +/–  | Pos. | Líder              |
| ---- | ---------- | ----- | ------- | ---- | ---- | ------------------ |
| 2009 | 8,008,203  | 26.1  | 21 / 72 | –    | = 2n | Dario Franceschini |
| 2014 | 11,203,231 | 40.8  | 31 / 73 | · 10 | 1r   | Matteo Renzi       |
| 2019 | 6,089,853  | 22.7  | 19 / 76 | · 12 | 2n   | Nicola Zingaretti  |
| 2024 | 5,635,970  | 24.11 | 21 / 76 | · 2  | = 2n |                    |